# Héctor Silva
Héctor Silva, vollständiger Name Héctor Jesús Silva, (* 1. Februar 1940; † 30. August 2015) war ein uruguayischer Fußballspieler.

## Spielerkarriere

### Verein
Der auch „Lito“ Silva genannte Spieler begann seine Karriere bei Canillitas. Ab 1957 spielte er bis 1963 in Montevideo beim Danubio FC. Im letzten Jahr seiner Zugehörigkeit zum Verein wurde er überdies auch an den Club Atlético Cerro für dessen bis dato größte Tournee der Vereinsgeschichte ausgeliehen, die über einen Zeitraum von zwei Monaten von Mai bis Juli 1963 durch Europa, die Sowjetunion und Afrika führte. Ab dem Folgejahr gehörte er bis 1970 dem Kader Peñarols an. 1964, 1965, 1967 und 1968 steht für Peñarol dabei jeweils der Gewinn der uruguayischen Meisterschaft zu Buche. 1965 erreichte man zudem die Final- bzw. Entscheidungsspiele der Copa Libertadores, in denen man noch CA Independiente den abschließenden Triumph überlassen musste. Silva wirkte dabei in allen drei abschließenden Partien mit. Im Folgejahr gewannen die von Roque Máspoli trainierten Aurinegros in den Final- bzw. Entscheidungsspielen im Mai gegen River Plate dann aber doch noch die Copa Libertadores und im Oktober 1966 wurde Real Madrid im Spiel um den Weltpokal bezwungen. Silva kam dabei im Finalhinspiel der Copa Libertadores zum Einsatz. Seiner Zeit in Montevideo folgte ein Engagement bei Palmeiras. Dort wurde er 1970 zum besten Spieler der brasilianischen Meisterschaft gekürt. Auch für Portuguesa war er aktiv. 1972 ist zudem eine Station in Ecuador bei LDU Quito verzeichnet. Danubio war schließlich 1975 erneut sein Arbeitgeber.

### Nationalmannschaft
Silva nahm mit der Juniorennationalelf an der Junioren-Südamerikameisterschaft 1958 teil und holte mit diesem Team den Titel. Im Verlaufe des Turniers wurde er von Trainer Juan Aguilar dreimal (ein Tor) eingesetzt. Der Stürmer war auch Mitglied der uruguayischen A-Nationalmannschaft, mit der er an den Fußball-Weltmeisterschaften 1962 und 1966 teilnahm. Zu Weltmeisterschaftseinsätzen kam er jedoch lediglich zweimal beim Turnier in England. Im dortigen Viertelfinalspiel gegen die deutsche Mannschaft wurde er vom Platz gestellt. Die Weltmeisterschaft 1970 verpasste er, weil er sich in einem Auswärtsspiel bei Puerto Sajonia, dem heutigen Defensores del Chaco, einen Knochenbruch zuzog. Er absolvierte vom 12. Oktober 1961 bis zum 20. Juli 1969 29 Länderspiele, bei denen er insgesamt sieben Treffer erzielte.

### Erfolge
- 1 × Copa Libertadores: 1966
- 1 × Weltpokal: 1966
- 4 × Uruguayischer Meister: 1964, 1965, 1967 und 1968
- Junioren-Südamerikameister: 1958

## Trainertätigkeit
1979 trainierte er die Mannschaft des Danubio FC.

## Tod
Silva verstarb im Alter von 75 Jahren an einem Herzinfarkt.